# Ante Aikio
Ante Aikio, eller Luobbal Sámmol Sámmol Ánte (nordsamiska), född 1977, är en finsk-samisk lingvist och professor i samiska språk vid Samiska högskolan i Koutokeino, Norge sedan 2015. Dessförinnan har han varit professor i samiska vid Giellagasinstitutet vid Uleåborgs universitet i Finland. 2009 la Aikio fram sin avhandling om samiska lån i finska språket. Dessutom har Aikio i stor utsträckning studerat de uraliska språkens historia och etymologi och det samiska etnolingvistiska förflutna.